# چوگان با فیل

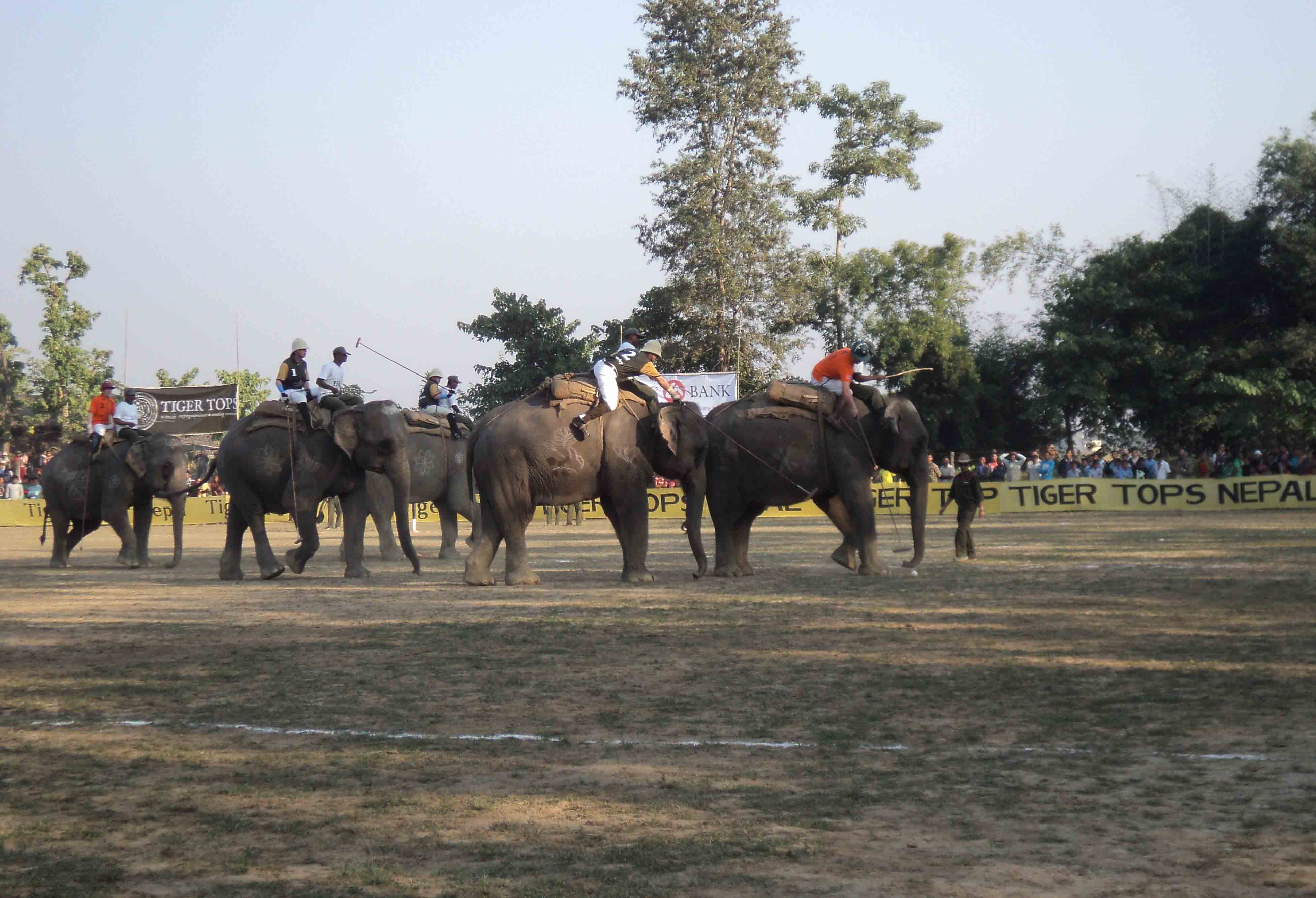
جام جهانی چوگان با فیل ۲۰۱۱ نپال

چوگان با فیل نوعی از ورزش چوگان است که در آن به جای اسب از فیل استفاده می‌شود. این ورزش در کشورهای نپال ، هند ، تایلند و سیلان طرفداران زیادی دارد. به خاطر سرعت پایین فیل در حرکت دو نفر هر فیل را می راند. این ورزش برای نخستین بار در اوایل قن بیستم در هند بازی شد و در طی چند سال در جهان گسترش یافت.